# Blacklane
Blacklane GmbH ist ein Start-up-Unternehmen mit Sitz in Berlin und betreibt ein Portal für Chauffeur-Fahrdienstleistungen. Fahrten können von Privat- oder Firmenkunden im Voraus zu Festpreisen über eine Website, eine Smartphone-App oder telefonisch gebucht werden. Die Firma kooperiert dabei mit lokalen Chauffeurdiensten und verfügt nicht über eine eigene Fahrzeugflotte. Blacklane benutzt das Gegenteil der holländischen Auktion, was bedeutet, dass der Preis niedrig beginnt und im Laufe der Auktion steigt. Wird eine Fahrt gebucht, erfolgt ein Angebot an die Fahrer. Wird dieses Angebot nach wenigen Minuten von keinem Fahrer akzeptiert, wird der Preis erhöht.

## Geschichte
Blacklane wurde 2011 von den Studienkollegen Jens Wohltorf und Frank Steuer in Berlin gegründet. In der Anfangsphase investierten RI Digital Ventures, B-to-V Partners, 88 investments GmbH und Car4you in das Unternehmen, das seine Tätigkeit offiziell im Juni 2012 aufnahm. Ab Anfang September war Blacklane in Düsseldorf, Frankfurt, Hamburg, Köln, München und Stuttgart aktiv, zum Jahresende auch in Bremen, Leipzig, Dresden und Hannover.
Im Januar 2013 wurde bekannt, dass eine weitere Finanzierungsrunde stattgefunden hatte. Beteiligt waren wieder RI Digital Ventures, B-to-V Partners und Car4You, neu hinzugekommen war Alternative Strategic Investments (Alstin), das Unternehmen des deutschen Investors Carsten Maschmeyer. Im Mai 2013 war Blacklane in Deutschland, Österreich, der Schweiz, den Niederlanden, Italien, Frankreich sowie Großbritannien tätig. Im August 2013 begann ein Projekt mit der Bezeichnung „Mission 100“, in dem in 100 Tagen der Betrieb in 100 Städten aufgenommen wurde. Die letzte dieser Städte war Palma de Mallorca am 16. Dezember 2013. Mit diesem Projekt war Blacklane Ende 2013 in 130 Städten und 45 Ländern vertreten. Am Tag nach dem Start in Palma de Mallorca teilte Blacklane mit, dass die Daimler AG etwa 10 Millionen Euro in das Unternehmen investiert hatte, womit der Firmenwert bei beinahe 60 Millionen Euro lag.
Im März 2014 nahm die Firma nach einer einjährigen Betaphase offiziell ihre Tätigkeit in acht Städten Großbritanniens auf: London, Manchester, Birmingham, Bristol, Leeds, Liverpool, Edinburgh und Glasgow. Die Konferenz „Mobilität im Wandel: Fortschritt oder Stillstand?“ fand am 17. September 2014 im Berliner Ritz-Carlton Hotel statt.
Die Konferenz war von Blacklanes CEO Jens Wohltorf initiiert worden
Mittlerweile (Stand: Oktober 2018) ist Blacklane in 300 Städten in 60 Ländern verfügbar.
2015 gaben Blacklane und das globale Distributionssystem Amadeus, über das Reisebüros Buchungen für ihre Kunden vornehmen können, eine Kooperation bekannt. Reisebüros können Kunden in Zukunft Reisen anbieten, bei denen die Abholung von zu Hause eingeschlossen ist. Im März 2015 verkündete Amadeus die Partnerschaft mit Blacklane und dass das Berliner Unternehmen in Zukunft der Erste voll integrierte Anbieter für Taxi- und Transferfahrten sein wird.
2016 führte Blacklane seinen Service in Las Vegas, Venedig, Monaco und Toulouse ein. Im August verkündete das Unternehmen, dass Daimler, RI Digital Ventures, b-to-v und Alstin erneut einen achtstelligen Millionenbetrag investiert haben. Laut Jens Woltorf ist es die größte Finanzierungsrunde seit Bestehen des Unternehmens. Im Dezember desselben Jahres wird Daimler-Manager Ralf Echtler CFO bei Blacklane, zudem expandierte der Fahrservice in 64 weitere Städte im asiatischen Raum, eröffnete eine Zweigstelle in Singapur und verkündete eine Partnerschaft mit dem Vielfliegerprogramm Asia Miles.
Im Frühjahr 2017 verkündete Blacklane Partnerschaften mit Hertz, Groundspan, Expedia und Finnair. Im Oktober gab das Unternehmen die Übernahme des Concierge-Service SOLVE bekannt.
2018 gewann Blacklane den CEO von Alfahim, Ahmed Abdul Jalil Al Fahim, als Investor unter der Perspektive strategischen Wachstums im Nahen Osten und Afrika.
Im April 2019 kündigt Blacklane einen möglichen Börsengang in den USA innerhalb der nächsten drei Jahre an.

## Regulierung

### Falschdarstellung von Taxipreisen 2013
Im April 2013 geriet Blacklane in die Kritik, als Taxiverbände das Unternehmen beschuldigten, unlauteren Wettbewerb zu betreiben.
Der Vorwurf gegen Blacklane lautete, dass das Unternehmen Taxipreise im Vergleich zu den eigenen inkorrekt angegeben hatte. Dabei hatte Blacklane „versteckte Kosten“ bei Taxifahrten unterstellt, welche Posten wie 10 % Preiserhöhung auf Grund von Verspätungen oder 10 % Trinkgeld beinhalteten. Dies führte dazu, dass Blacklanes eigene Netto-Preise als günstiger im Vergleich zu Taxifahrten dargestellt wurden. Dies wurde als Verleumdung angesehen und Blacklane musste diesen Vergleich von der eigenen Webseite nehmen, um eine Strafe von 250.000 Euro oder die Einstellung der eigenen Services für eine Dauer von 6 Monaten zu vermeiden.

### Sondergenehmigung für den Smart 2014
Blacklane geriet wieder heftig in die Diskussion, als es 2014 den Smart als neue Fahrzeugklasse anbot. Dies ist deshalb bemerkenswert, weil die deutsche Gesetzgebung vorsieht, dass Limousinen immer zwei Türen auf der rechten Seite des Fahrzeugs haben müssen.
Der Smart hat allerdings nur eine Tür auf der rechten Seite, aber auch nur eine Tür auf der linken Seite. Taxiunternehmen drohten, dagegen vorzugehen, weil Blacklane das Gesetz durch das Anbieten von Smarts breche. Blacklane gab in Interviews bekannt, dass es bei den deutschen Behörden eine offizielle Genehmigung bekommen habe, da der Smart, obwohl er nur eine Tür auf der rechten Seite habe, schließlich den Sicherheitsbestimmungen für den Fahrgast genüge.

## Auszeichnungen
Die Tech5 Initiative zeichnete Blacklane als das am schnellsten wachsende Tech-Start-up Deutschlands aus. Zusätzlich war das Unternehmen als am schnellsten wachsendes Tech-Start-up Europas auf der The Next Web Conference im April 2015 in Amsterdam nominiert. Die Auszeichnung ging schließlich an das Amsterdamer Unternehmen Fairphone.